# Stezka korunami stromů Bellitz
Stezka korunami stromů Beelitz-Heilstätten byla otevřena v roce 2015 jako první braniborská stezka korunami stromů, na místě bývalého zařízení pro léčení plic žen v Beelitz-Heilstätten v Braniborsku. Tento zážitkový areál kromě samotné stezky korunami stromů zahrnuje také rozhlednu a bistro. Areál je přizpůsoben pro rodinné výlety s dětmi.

## Popis
Stezka korunami stromů Beelitz-Heilstätten s délkou 320 metrů vede mezi dvěma vchody jako dřevěný chodník o šířce 2,2 m na mírně zakřivené ocelové konstrukci ve výšce mezi zhruba 17 a 23 metry nad zemí. Západní přístup je díky výtahu bezbariérový nebo je možné použít schody. Místo má svoji zvláštní, někdy až morbidní, atmosféru a dýchá historií.[zdroj?]
Cesta prochází zříceninou pavilonu B IV pro léčení plicních problémů u žen, tzv. Alpenhaus, zničeného požárem v roce 1945. Jsou tam pozůstatky starého inventáře, zbytky předchozí konstrukce střechy a stromy, které rostou na střeše budovy již téměř 60 let, jsou na dosah. Informační tabule podél cesty vysvětlují historii různých budov léčebných zařízení a rozmanitost rostlin v lesoparku. Krátce před koncem cesty je další přístup poblíž severovýchodního rohu Alpenhausu, ale pouze po schodech.
Stezka korunami stromů prošla v roce 2020 rozšířením, které proběhlo bez přerušení jejího provozu.

## Galerie

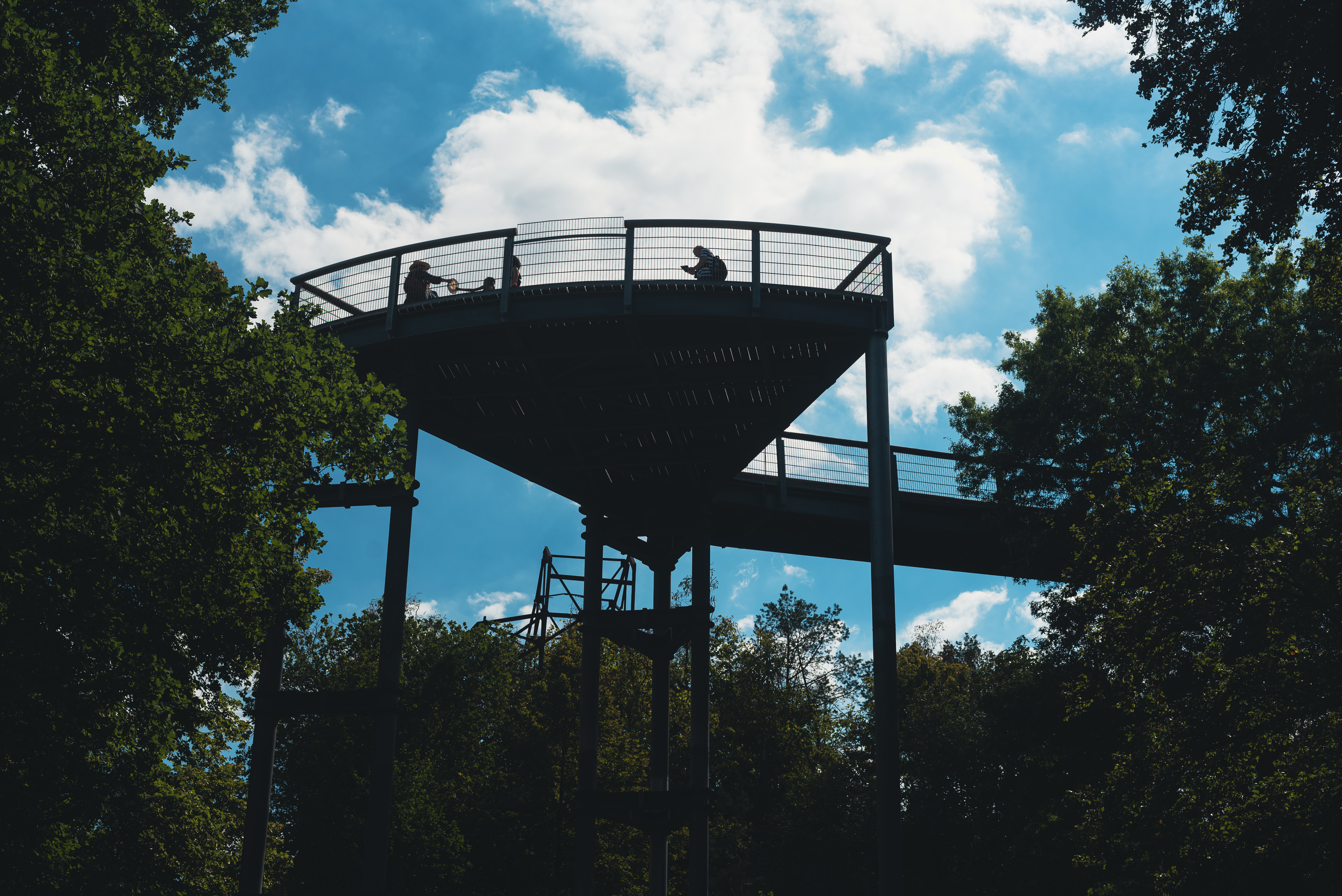
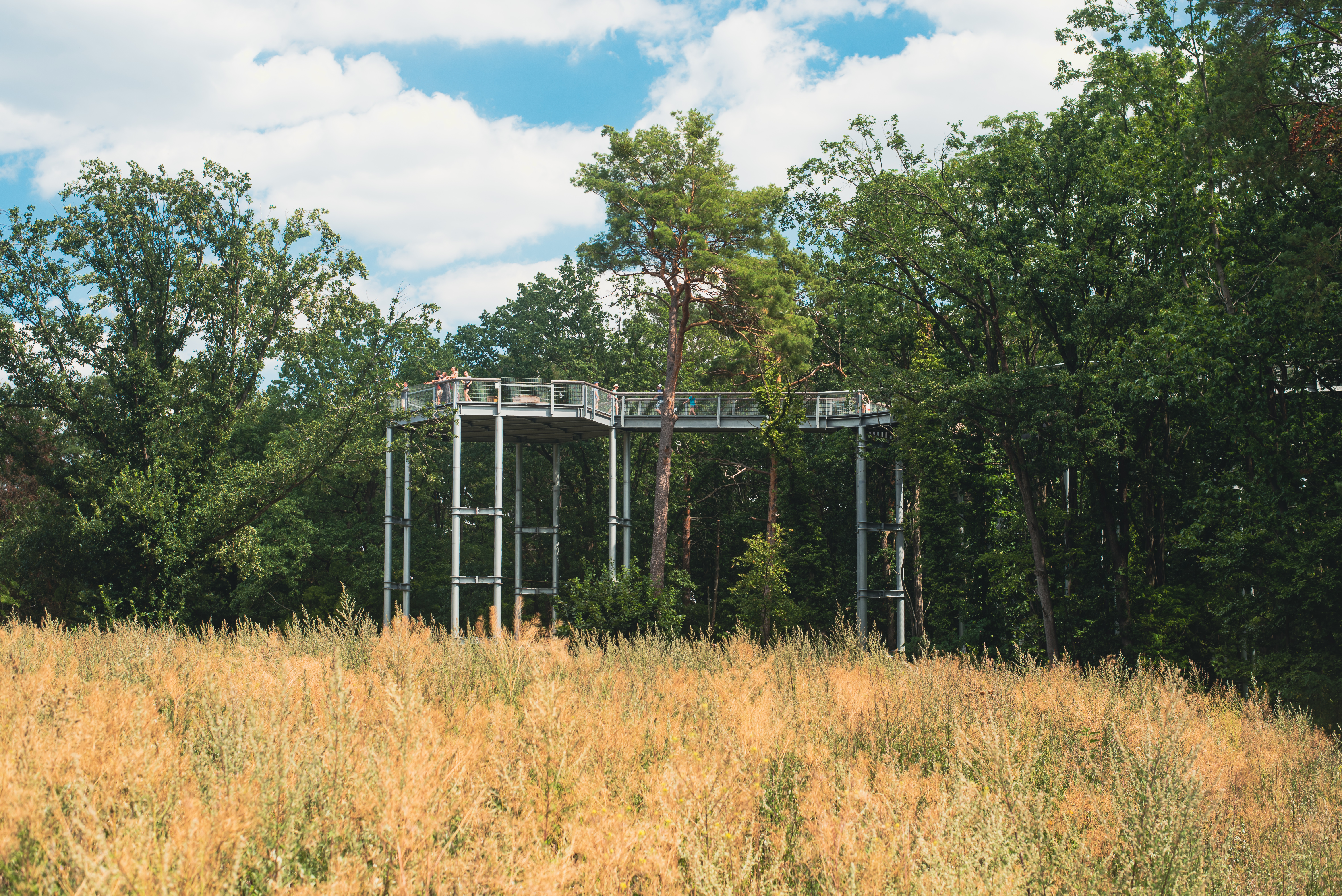